# Омари, Вармед
Варме́д Омари́ (фр. Warmed Omari; родился 23 апреля 2000) — французский и коморский футболист, центральный защитник клуба «Ренн» и сборной Комор. Выступает на правах аренды за немецкий клуб «Гамбург».

## Клубная карьера
Уроженец острова Майотта, Омари выступал за молодёжные составы французских клубов «ЖСКГ Футбол», «Меенн», «ТА Ренн» и «Стад Ренн». 9 июня 2020 года подписал профессиональный контракт с «Ренном», а в апреле 2021 года продлил контракт с клубом до лета 2024 года. 15 августа 2021 года дебютировал в основном составе «Ренна» в матче французской Лиги 1 против «Бреста». 18 декабря 2021 года забил свой первый гол за клуб в матче Кубка Франции против «Лорьяна».

## Карьера в сборной
В марте 2022 года дебютировал за сборную Франции до 21 года.